# コミスキー・パーク
コミスキー・パーク（Comiskey Park）は、アメリカのイリノイ州シカゴにかつて存在したスタジアム。主に野球に使用され、MLBシカゴ・ホワイトソックスが開場以来80年以上本拠地にしていたほか、ニグロアメリカンリーグのシカゴ・アメリカン・ジャイアンツが1941年から1950年までここを本拠地にしていた。また、アメリカンフットボールにも使用されており、NFLシカゴ・カージナルス（現アリゾナ・カージナルス）が1922年から1925年までの間と1929年から1959年の間、ホームスタジアムにしていた。
尚、ホワイトソックスの現本拠地であるギャランティード・レート・フィールドも、2002年までは「コミスキー・パーク」と名乗っていた。

## 球場の歴史
1901年の球団創設以来、ホワイトソックスは木製の小さなサウス・サイド・パークを本拠地にしていた。1909年のシャイブ・パークの建設によって、鉄鋼とコンクリートを使って建設された球場が流行し始め「木製球場はもはや時代遅れ」という風潮が強まるなか、球団オーナーのチャールズ・コミスキーは、鉄鋼とコンクリートで造られる新球場の建設を決定。ホワイトソックスの投手エド・ウォルシュと建築家 Z . タイラー・デイビスにアメリカ各地の野球場を見学させ、新球場の構想を練らせた。そしてコミスキー自身もかつてゴミ集積所だった土地を買い取り、1910年2月10日に建設を開始させた。
内野に2層のスタンドをもつ新球場は5ヶ月で完成。ホワイトソックス・パーク（White Sox Park）として7月1日に開場した。前述の通り、設計には投手のウォルシュが関わっているが、彼の影響が大きかったのか、フィールドは広めで投手に有利になっている。
1926年のシーズン終了後に改修を施し、外野席を大幅に増設した。また、中堅後方にあったスコアボードも左翼・右翼両フェンスに移設され、スコアボードの跡地には客席を設置したが、こちらは「打者の視界を遮る」と不評のため、1947年に取り壊された。
1959年にビル・ベックがオーナーに就任すると、様々な仕掛けが施される。中でも有名なのが「ピクニック・エリア」と「爆音スコアボード」である。「ピクニック・エリア」は左翼スタンドの下で選手と同じ目線の高さで試合が楽しめる場所であり、「爆音スコアボード」はスコアボードの上に取り付けられた風車が大きな音をたてながら回る演出である。これらは新球場にも引き続き採用されるほどの名物になった。
ベックは健康を害したため1961年に球団をアリン家に売却した。新オーナーは球場名を「コミスキー・パーク」から「ホワイトソックス・パーク」に戻し、芝の維持費をカットするために内野のみを人工芝にした。しかし1975年、球団のシアトル移転を阻止するためにベックが再びオーナーになると、球場名も内野の芝も元に戻された。
1980年代に入ると、球場も老朽化が目立つようになってきたため、球団は他都市への移転をちらつかせながら地元のイリノイ州とシカゴ市に新球場の建設を迫った。最終的に自治体側が折れ、新球場の建設が1989年5月7日に開始。1990年9月30日にコミスキー・パーク最後の試合が行われた。翌1991年1月、球場の取り壊しが開始。現在ではUSセルラー・フィールドの駐車場にコミスキー・パークのホームプレートが残されている。以降この球場のリニューアルを振り出しに90年代は新球場のオープンラッシュが各所で続くことになった。

### 外野の広さの変遷
| 年度     | 両 翼 | 左中間、 右中間 | 中 堅 |
| -------- | ----- | --------------- | ----- |
| 1910     | 363   | 382             | 420   |
| 1911     | 362   | 382             | 420   |
| 1926     | 362   | 382             | 450   |
| 1927     | 365   | 375             | 455   |
| 1930     | 362   | 375             | 450   |
| 1934     | 342   | 370             | 436   |
| 1935     | 353   | 370             | 436   |
| 1936     | 340   | 370             | 422   |
| 1937     | 352   | 370             | 440   |
| 1942     | 352   | 382             | 440   |
| Apr.1949 | 332   | 362             | 420   |
| May.1949 | 352   | 375             | 415   |
| 1951     | 352   | 375             | 410   |
| 1952     | 352   | 375             | 415   |
| 1954     | 352   | 382             | 415   |
| 1955     | 352   | 365             | 415   |
| 1956     | 352   | 375             | 415   |
| 1959     | 352   | 365             | 415   |
| 1968     | 352   | 375             | 415   |
| 1969     | 335   | 370             | 400   |
| 1971     | 349   | 382             | 400   |
| 1976     | 349   | 382             | 440   |
| 1977     | 349   | 382             | 445   |
| 1981     | 349   | 382             | 409   |
| 1983     | 341   | 374             | 401   |
| 1986     | 347   | 382             | 409   |

※単位はフィート、1フィート≒30.48センチ

## 主要な出来事

### 野球
- 1910年7月1日、ブラウンズ戦で開場（ブラウンズ 2 - 0 ホワイトソックス）。
- 1933年7月6日、大リーグ初のオールスターゲーム開催（ア 4 - 2 ナ）。
- 1933年9月10日、ニグロ・リーグのオールスターゲーム開催（西軍 11 - 7 東軍）。この年以降1950年まで、毎年コミスキー・パークで開催された。
- 1947年7月5日、インディアンスのラリー・ドビーがデビュー。史上2人目（ア・リーグでは初）の黒人選手となった。
- 1950年7月11日、オールスターゲーム開催（ナ 4 - 3 ア）。
- 1979年7月12日、「ディスコ・デモリッション・ナイト」というアトラクションを開催したところ、ファンがフィールドに乱入し暴動を起こすなど収拾がつかなくなったため、タイガースとのダブルヘッダー第2戦が中止になった。
- 1983年7月6日、オールスターゲーム開催（ア 13 - 3 ナ）。
- 1990年8月12日、この日午後1時35分に開始予定だったレンジャーズ戦が、雨のため試合開始が遅れ、結局午後8時58分に中止になった。7時間23分の延期は大リーグ記録。
- ワールドシリーズ開催：1917年、1918年、1919年、1959年
  - 1918年のワールドシリーズに出場したのはホワイトソックスではなく、同じシカゴに本拠を置くカブス。本拠地リグレー・フィールドよりも収容人数が大きいコミスキー・パークを使用した。
  - 1919年のワールドシリーズでは、ホワイトソックスによる八百長事件、いわゆるブラックソックス・スキャンダルが発生した。
- 1990年9月30日、マリナーズ戦で閉場（ホワイトソックス 2 - 1 マリナーズ）。

### 野球以外
- 1961年6月30日、フレッド・コーラー（英語版）がプロモートして、NWA世界ヘビー級選手権試合「王者：パット・オコーナー 対 挑戦者：バディ・ロジャース」戦をメインとするプロレス試合がコミスキー・パークにて行われ、38,600人の大観衆を集めた[1]。
- 1985年9月28日、AWAがビッグマッチ「SuperClash '85」を開催。